# Districtul Ouargla
Ouargla este un district din provincia Ouargla, Algeria.